# Championnat d'Europe masculin de volley-ball 1958
Navigation
Roumanie 1955 Roumanie 1963
Le 5e championnat d'Europe masculin de volley-ball s'est déroulé du 30 août au 11 septembre 1958 à Prague (Tchécoslovaquie).

## Équipes présentes
En plus de 14 équipes européennes, deux équipes africaines, l'Égypte (pour la seconde fois après 1955) et la Tunisie, disputent la compétition :
- Albanie
- Allemagne de l'Est
- Allemagne de l'Ouest
- Autriche
- Belgique
- Bulgarie
- Danemark
- Égypte
- Finlande
- France
- Hongrie
- Italie
- Pays-Bas
- Pologne
- Roumanie
- Tchécoslovaquie
- Tunisie
- Turquie
- URSS
- Yougoslavie

## Composition des poules
| Poule A                                                                | Poule B                                   | Poule C                                   | Poule D                                   |
| ---------------------------------------------------------------------- | ----------------------------------------- | ----------------------------------------- | ----------------------------------------- |
| Allemagne de l'Est Allemagne de l'Ouest France Tchécoslovaquie Tunisie | Belgique Hongrie Italie Pays-Bas Roumanie | Bulgarie Danemark Égypte Finlande Pologne | Albanie Autriche Turquie URSS Yougoslavie |

## Phase préliminaire

### Poule A

#### Classement
| # | Équipe               | Pts | J | G | P | Sp | Sc | Ratio | Pp  | Pc  | Ratio |
| - | -------------------- | --- | - | - | - | -- | -- | ----- | --- | --- | ----- |
| 1 | Tchécoslovaquie      | 8   | 4 | 4 | 0 | 12 | 0  | MAX   | 180 | 41  | 4.39  |
| 2 | France               | 7   | 4 | 3 | 1 | 9  | 3  | 3     | 159 | 97  | 1.639 |
| 3 | Allemagne de l'Ouest | 6   | 4 | 2 | 2 | 6  | 6  | 1     | 131 | 119 | 1.101 |
| 4 | Tunisie              | 5   | 4 | 1 | 3 | 3  | 9  | 0.333 | 81  | 163 | 0.497 |
| 5 | Allemagne de l'Est   | 4   | 4 | 0 | 4 | 0  | 12 | 0     | 49  | 180 | 0.272 |

### Poule B

#### Classement
| # | Équipe   | Pts | J | G | P | Sp | Sc | Ratio | Pp  | Pc  | Ratio |
| - | -------- | --- | - | - | - | -- | -- | ----- | --- | --- | ----- |
| 1 | Roumanie | 8   | 4 | 4 | 0 | 12 | 0  | MAX   | 180 | 105 | 1.714 |
| 2 | Hongrie  | 7   | 4 | 3 | 1 | 9  | 5  | 1.8   | 193 | 131 | 1.473 |
| 3 | Italie   | 6   | 4 | 2 | 2 | 6  | 10 | 0.6   | 182 | 190 | 0.958 |
| 4 | Pays-Bas | 5   | 4 | 1 | 3 | 7  | 11 | 0.636 | 184 | 247 | 0.745 |
| 5 | Belgique | 4   | 4 | 0 | 4 | 4  | 12 | 0.333 | 155 | 221 | 0.701 |

### Poule C

#### Classement
| # | Équipe   | Pts | J | G | P | Sp | Sc | Ratio | Pp  | Pc  | Ratio |
| - | -------- | --- | - | - | - | -- | -- | ----- | --- | --- | ----- |
| 1 | Pologne  | 8   | 4 | 4 | 0 | 12 | 2  | 6     | 200 | 87  | 2.299 |
| 2 | Bulgarie | 7   | 4 | 3 | 1 | 10 | 4  | 2.5   | 190 | 107 | 1.776 |
| 3 | Finlande | 6   | 4 | 2 | 2 | 7  | 7  | 1     | 139 | 168 | 0.827 |
| 4 | Égypte   | 5   | 4 | 1 | 3 | 5  | 9  | 0.556 | 146 | 173 | 0.844 |
| 5 | Danemark | 4   | 4 | 0 | 4 | 0  | 12 | 0     | 40  | 180 | 0.222 |

### Poule D

#### Classement
| # | Équipe      | Pts | J | G | P | Sp | Sc | Ratio | Pp  | Pc  | Ratio |
| - | ----------- | --- | - | - | - | -- | -- | ----- | --- | --- | ----- |
| 1 | URSS        | 8   | 4 | 4 | 0 | 12 | 2  | 6     | 193 | 102 | 1.892 |
| 2 | Yougoslavie | 7   | 4 | 3 | 1 | 11 | 3  | 3.667 | 190 | 113 | 1.681 |
| 3 | Turquie     | 6   | 4 | 2 | 2 | 6  | 6  | 1     | 138 | 155 | 0.89  |
| 4 | Albanie     | 5   | 4 | 1 | 3 | 3  | 9  | 0.333 | 123 | 150 | 0.82  |
| 5 | Autriche    | 4   | 4 | 0 | 4 | 0  | 12 | 0     | 58  | 182 | 0.319 |

## Phase finale

### Poule 1 à 8

#### Classement
| # | Équipe          | Pts | J | G | P | Sp | Sc | Ratio | Pp  | Pc  | Ratio |
| - | --------------- | --- | - | - | - | -- | -- | ----- | --- | --- | ----- |
| 1 | Tchécoslovaquie | 13  | 7 | 6 | 1 | 20 | 7  | 2.857 | 378 | 272 | 1.39  |
| 2 | Roumanie        | 12  | 7 | 5 | 2 | 17 | 14 | 1.214 | 386 | 369 | 1.046 |
| 3 | URSS            | 11  | 7 | 4 | 3 | 17 | 11 | 1.545 | 370 | 312 | 1.186 |
| 4 | Bulgarie        | 11  | 7 | 4 | 3 | 16 | 14 | 1.143 | 381 | 369 | 1.033 |
| 5 | Hongrie         | 11  | 7 | 4 | 3 | 16 | 16 | 1     | 383 | 384 | 0.997 |
| 6 | Pologne         | 10  | 7 | 3 | 4 | 13 | 13 | 1     | 339 | 312 | 1.087 |
| 7 | Yougoslavie     | 9   | 7 | 2 | 5 | 10 | 18 | 0.556 | 281 | 366 | 0.768 |
| 8 | France          | 7   | 7 | 0 | 7 | 3  | 21 | 0.143 | 214 | 348 | 0.615 |

### Poule 9 à 16

#### Classement
| #  | Équipe             | Pts | J | G | P | Sp | Sc | Ratio | Pp  | Pc  | Ratio |
| -- | ------------------ | --- | - | - | - | -- | -- | ----- | --- | --- | ----- |
| 9  | Allemagne de l'Est | 14  | 7 | 7 | 0 | 21 | 4  | 5.25  | 361 | 266 | 1.357 |
| 10 | Italie             | 13  | 7 | 6 | 1 | 20 | 9  | 2.222 | 378 | 333 | 1.135 |
| 11 | Albanie            | 12  | 7 | 5 | 2 | 15 | 11 | 1.364 | 333 | 315 | 1.057 |
| 12 | Turquie            | 11  | 7 | 4 | 3 | 16 | 13 | 1.231 | 351 | 345 | 1.017 |
| 13 | Pays-Bas           | 9   | 7 | 2 | 5 | 14 | 16 | 0.875 | 389 | 368 | 1.057 |
| 14 | Finlande           | 9   | 7 | 2 | 5 | 11 | 19 | 0.579 | 356 | 391 | 0.91  |
| 15 | Égypte             | 8   | 7 | 1 | 6 | 8  | 18 | 0.444 | 277 | 344 | 0.805 |
| 16 | Tunisie            | 8   | 7 | 1 | 6 | 5  | 20 | 0.25  | 268 | 351 | 0.764 |

### Poule 17 à 20

#### Classement
| #  | Équipe               | Pts | J | G | P | Sp | Sc | Ratio | Pp  | Pc  | Ratio |
| -- | -------------------- | --- | - | - | - | -- | -- | ----- | --- | --- | ----- |
| 17 | Belgique             | 6   | 3 | 3 | 0 | 9  | 0  | MAX   | 135 | 56  | 2.411 |
| 18 | Autriche             | 5   | 3 | 2 | 1 | 6  | 4  | 1.5   | 121 | 104 | 1.163 |
| 19 | Allemagne de l'Ouest | 4   | 3 | 1 | 2 | 4  | 6  | 0.667 | 105 | 136 | 0.772 |
| 20 | Danemark             | 3   | 3 | 0 | 3 | 0  | 6  | 0     | 70  | 135 | 0.519 |

## Palmarès
| Place                      | Pays                 |
| -------------------------- | -------------------- |
| Médaille d'or, Europe      | Tchécoslovaquie      |
| Médaille d'argent, Europe  | Roumanie             |
| Médaille de bronze, Europe | URSS                 |
| 4e                         | Bulgarie             |
| 5e                         | Hongrie              |
| 6e                         | Pologne              |
| 7e                         | Yougoslavie          |
| 8e                         | France               |
| 9e                         | Allemagne de l'Est   |
| 10e                        | Italie               |
| 11e                        | Albanie              |
| 12e                        | Turquie              |
| 13e                        | Pays-Bas             |
| 14e                        | Finlande             |
| 15e                        | Égypte               |
| 16e                        | Tunisie              |
| 17e                        | Belgique             |
| 18e                        | Autriche             |
| 19e                        | Allemagne de l'Ouest |
| 20e                        | Danemark             |